# Podunajská rovina
Podunajská rovina je krajinný celek v jihozápadní části Podunajské nížiny. Nachází se v nivách Dunaje a Váhu a zaujímá plochu 3500 km². Typická je pro ni velmi malá členitost terénu. Absolutní výšky se pohybují od 107 m na jihu po 160 m na severu, relativní výškové rozdíly nepřekračují 30 m.
Podnebí je teplé a suché, srážky se většinou pohybují v rozmezí 500-600 mm za rok. Velkou část Podunajské roviny zabírá Žitný ostrov. Z měst se zde nacházejí Bratislava, Pezinok, Senec, Šamorín, Sládkovičovo, Galanta, Veľký Meder, Dunajská Streda, Sereď, Šaľa, Kolárovo, Nové Zámky, Hurbanovo a Komárno. Kromě Slováků zde žije početná maďarská menšina.
Turisticky a rekreačně se využívají především vodní toky (Dunaj, Malý Dunaj, Čierna voda, Váh), termální vody (Senec, Veľký Meder, Sládkovičovo, Dunajská Streda) a lužní lesy. Také se tu nachází řada národních přírodních rezervací.